# Buhakia
Buhakia — вимерлий рід гієнодонтових ссавців родини Teratodontidae. Скам'янілості (3 колекції) знайдено в Єгипті, Кенії, Намібії. Описано 1 вид: Buhakia moghraensis.